# Maria Bartłomiej Przysiecki

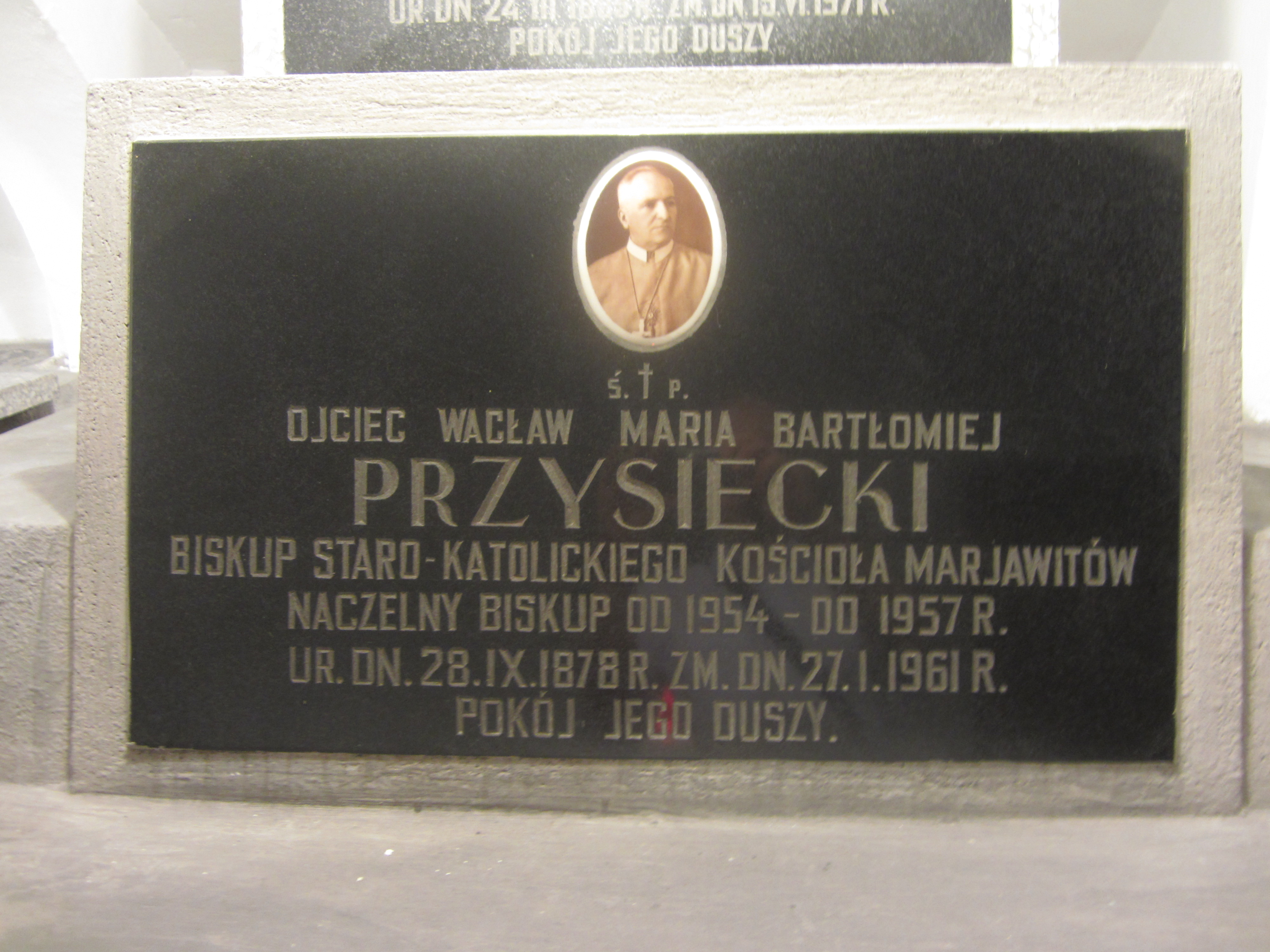
Tablica nagrobna bpa Marii Bartłomieja Przysieckiego w podziemiach katedry mariawickiej w Płocku

Wacław Maria Bartłomiej Przysiecki (ur. 10 grudnia 1878 w Dziśnie, zm. 27 stycznia 1961 w Płocku) – biskup Kościoła Starokatolickiego Mariawitów pełniący w latach 1955–1957 funkcję Biskupa Naczelnego tego Kościoła.
Gimnazjum kończył w Szawlach, a potem w Wilnie. Wstąpił na politechnikę w Warszawie, skąd przeniósł się na francuską politechnikę w Nancy. Będąc ateistą w 1907 wrócił na ziemie polskie do mariawickiego klasztoru w Płocku, by zobaczyć szkalowanych w prasie rzymskokatolickiej i endeckiej „heretyków”. Zaskoczony zastaną w klasztorze atmosferą, po paru tygodniach, wciąż będąc zdeklarowanym ateistą, zwrócił się z prośbą o pozwolenie na przyjęcie Komunii Św., co było dla mariawitów problematyczne, zważywszy fakt, iż Przysiecki nie wierzył w istnienie Boga. Sprawę tę rozwiązała św. Maria Franciszka Kozłowska mówiąc, że: „chęć ta, połączona z szacunkiem dla nieznanej Tajemnicy, jest darem Łaski Bożej”. Krótko po tym wydarzeniu Przysiecki zmienił światopogląd, porzucił studia i postanowił wstąpić do stanu duchownego. 
Wraz z kapł. inż. Feliksem Marią Mateuszem Szymanowskim opracował technicznie projekt katedry mariawickiej – Świątyni Miłosierdzia i Miłości w Płocku. Święcenia kapłańskie otrzymał 15 sierpnia 1914 podczas poświęcenia nowo wybudowanej Świątyni Miłosierdzia i Miłości. Należał do grona sześciu pierwszych kapłanów wyświęconych w Kościele Mariawickim. Po otrzymaniu święceń kapłańskich przez wiele lat pełnił obowiązki wikariusza w parafii płockiej, następnie przez kilkanaście lat był proboszczem parafii mariawickiej w Pepłowie oraz zarządzał majątkiem i instytucjami przyklasztornymi w Felicjanowie. 
Na biskupa został wyświęcony 28 marca 1929. W 1935 ponownie osiadł przy Świątyni Miłosierdzia i Miłości w Płocku. W 1945 został mianowany przez Biskupa Naczelnego Jakuba Próchniewskiego na stanowisko Wikarego Generalnego. Na początku 1955 objął stanowisko Biskupa Naczelnego Kościoła Starokatolickiego Mariawitów, którego zrzekł się w sierpniu 1957 ze względu na zły stan zdrowia. Wkrótce po tym został redaktorem naczelnym pisma Mariawita. 
Bp Przysiecki ze szczególnym zamiłowaniem studiował zagadnienia dotyczące mesjanizmu polskiego. Był też propagatorem ruchu ekumenicznego, biorąc często udział w nabożeństwach odprawianych wspólnie przez duchowieństwo różnych wyznań. Był aktywnym działaczem Polskiej Rady Ekumenicznej.
Zmarł 27 stycznia 1961 w Płocku. Po śmierci pochowany został w grobowcu w podziemiach Świątyni Miłosierdzia i Miłości w Płocku. Współkonsekrował bpa Zygmunta Szypolda.